# St. Clairsville (Ohio)
St. Clairsville è un comune degli Stati Uniti d'America, situato nello stato dell'Ohio, nella contea di Belmont, della quale è il capoluogo.